# Tripuhyite
La tripuhyite è un minerale.